# 246a Brigada Mixta (Exèrcit Popular de la República)
La 246a Brigada Mixta (Batallons 981, 982, 983 i 984) va ser l'última Brigada Mixta creada per l'Exèrcit Popular de la República encara que va ser una creació més artificial que real i no va arribar a intervenir en cap combat. El gener de 1939 es trobava en període de formació a Calella, però no va arribar a existir com a unitat combatent.